# ین چیا-کن
ین چیا-کن (انگلیسی: Yen Chia-kan؛ زادهٔ ۲۳ اکتبر ۱۹۰۵ – درگذشته ۲۴ دسامبر ۱۹۹۳) سیاستمدار اهل تایوان که از ۵ آوریل ۱۹۷۵ تا ۲۰ مه ۱۹۷۸ رئیس‌جمهور این کشور بود.

## درگذشت
ین چیا-کن در ۲۴ دسامبر ۱۹۹۳، در سن ۸۸ سالگی در تایپه بر اثر نارسایی قلبی درگذشت.